# Milwaukee-protokoll
A Milwaukee-protokoll az emberen kialakult veszettség kezelésére szolgáló kísérleti eljárás, amely azon a feltevésen alapul, hogy annak vírusa nem károsítja az agyat, így a beteg mesterséges kómában tartva, vírusölő gyógyszerek segítségével felgyógyulhat a betegségből.

## Jelenleg használt gyógyszerek
- amantadin
- ketamin
- fenobarbitál
- midazolám

## Jeanna Giese esete
Jeanna Giese, 15 éves wisconsini lányt 2004. szeptember 12-én denevér harapta meg. A sebet kifertőtlenítették, de orvoshoz nem fordultak, így veszettség elleni oltást sem kapott. Harminchét nappal később Jeanna súlyos idegrendszeri tünetekkel került kórházba: a 39 fokos lázhoz kettős látás, zavart beszéd és remegés társult. Az orvosok értetlenül álltak az eset előtt, mivel semmilyen kezelésre nem reagált. Szülei ekkor említették meg a denevérharapást. Vérvizsgálattal a veszettség beigazolódott.
Jeannát a Wisconsini Gyermekkórházba szállították. Ott ifjabb dr. Rodney Willoughby orvos kezdte el a kezelését; ketamint, fenobarbitált és midazolámot adott az idegrendszer kikapcsolására, a vírus legyőzéséhez pedig ribavirinnel és amantadinnel segítette az immunrendszert.
Jeanna hat napig volt kómában, ez alatt immunrendszere képes volt elegendő ellenanyagot termelni a vírus legyőzéséhez. Összesen harmincegy napot töltött kórházban, mire teljesen fertőzésmentesnek nyilvánították.     
Ezek után még több hétre volt szüksége a felépüléshez és 2005 elején visszamehetett az iskolába, megszerezhette a jogosítványt is. 2011-ben biológusi diplomát szerzett a lakelandi egyetemen.

## Túlélési esélyek
A veszettség kezelése nélkül az első tünetek megjelenése után 6-12 nappal kóma alakul ki, majd a 14. napon megszűnnek az agyi impulzusok és a 18. napra az esetek 99%-ában beáll az agyhalál.
A Milwaukee-protokoll segítségével azonban a beteg immunrendszere időt kap a vírus legyőzéséhez. Ez az esetek 25%-ában sikerül és teljes felépüléssel végződik. Így is előfordul azonban, hogy vegetatív állapot alakul ki, vagy a beteg túl sem éli.

## Az eljárás fejlődése
Az új eljárásban a kezelésből kihagyják a ribavirin alkalmazását, de a túlélési esély is nőtt; további két páciens élte eddig túl a veszettséget. 
A kezelést sikeresen alkalmazták pl. a 8 éves Precious Reynoldon, Kaliforniában, 2011 júniusában.

## Ellentmondások
2011. november 15-én elhunyt Balbinder Singh 40 éves bevándorolt, szikh férfi, Olaszországban. Előtte 22 napig volt kómában, miután egy kutya megharapta Indiában. Szülőföldjén orvoshoz fordult. Pozitívnak bizonyult a veszettség vírusára, ezért megfelelően ellátták, beoltották, majd hazautazott, Itáliába. 
Október 23-án került súlyos idegrendszeri tünetekkel és magas lázzal a mantovai kórházba, ahol veszettséget állapítottak meg és azonnal elkezdték a kezelését. Nem sikerült megmenteni, és azóta sem derült ki, miért nem működött az Indiában beadott oltás és miért tört ki rajta a betegség.

## Magyarországi lehetőségek
Magyarországon az 1990-es években egy veszettség okozta halálozás történt macskaharapás következtében. Elméletileg minden intenzív osztályon képesek alkalmazni a Milwaukee-protokollt, mivel az összes felszerelés és gyógyszer, amelyet jelenleg használnak, megtalálható nálunk is.